# Zavkhan (tỉnh)
Zavkhan (tiếng Mông Cổ: Завхан) là một trong 21 aimag (tỉnh) của Mông Cổ, nằm tại phía tây của đất nước. Tỉnh lị là Uliastai. Tên của tỉnh bắt nguồn từ dòng sông Zavkhan.
Phía bắc giáp nước cộng hòa tự trị Tuva của Nga, phía nam giáp tỉnh Govi-Altai, phía đông giáp các tỉnh Khovsgol, Arkhangai và Bayankhongor, phía tây giáp các tỉnh Uvs và Khovd.

## Dân cư
Tỉnh Zavkhan bắt đầu ngừng tăng trưởng dân số từ năm 1994, khi số người di cư ra khỏi địa bàn tỉnh là khoảng 40.000 trong thời kỳ 1995-2005, khiến cho dân số tỉnh trở lại mức năm 1979.
| 1956   | 1960   | 1963   | 1969   | 1975   | 1979   | 1981   | 1989   | 1990   | 1992    | 1994    | 1996    | 1998    | 2000   | 2002   | 2005   | 2008   |
| ------ | ------ | ------ | ------ | ------ | ------ | ------ | ------ | ------ | ------- | ------- | ------- | ------- | ------ | ------ | ------ | ------ |
| 55.100 | 61.000 | 60.000 | 70.800 | 76.000 | 79.800 | 81.700 | 88.500 | 91.960 | 102.834 | 103.150 | 102.341 | 100.905 | 87.686 | 83.516 | 78.668 | 76.614 |

## Kinh tế
Năm 2005, tỉnh có 2,1 triệu đầu gia súc, trong đó có 1,03 triệu con cừu, 861.000 dê, 107.000 bò và bò Tây Tạng, 101.000 ngựa, và 6.300 lạc đà hai bướu.

## Giao thông
Sân bay Uliastai cũ có hai đường băng không lát đá và nằm gần thành phố, nhưng hiện nó không còn hoạt động đều đặn. Năm 2002, sân bay Donoi (hay còn gọi là "sân bay Uliastai mới") hình thành với một đường băng không lát đá nằm cách tỉnh lị 25 km về phía tây và có các chuyến bay định kỳ nối với Ulan Bator.

## Hành chính

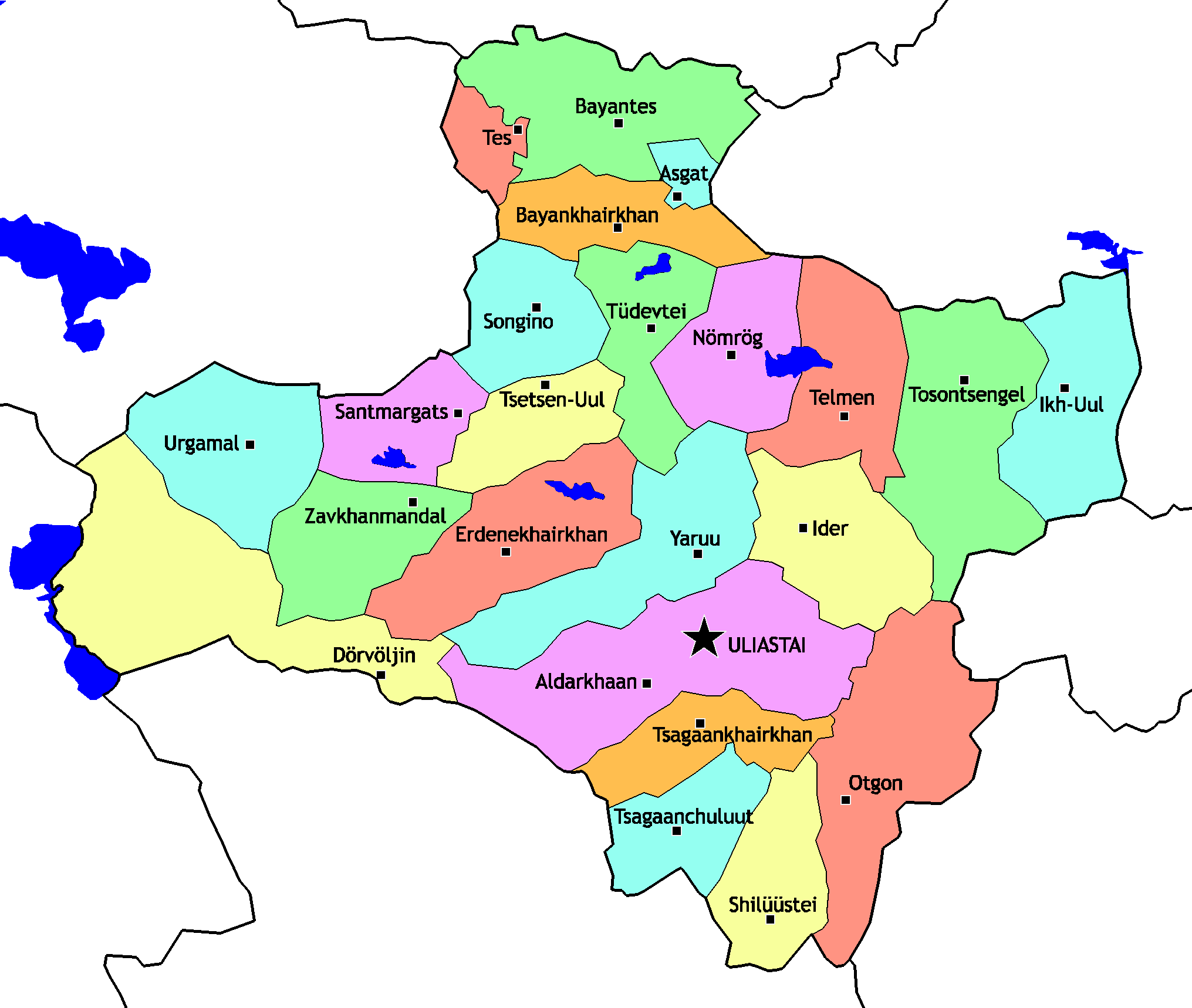
Sum của Zavkhan

| Sum            | Tiếng Mông Cổ | Dân số(2005) |
| -------------- | ------------- | ------------ |
| Aldarkhaan     | Алдархаан     | 3.708        |
| Asgat          | Асгат         | 1.125        |
| Bayanhairhan   | Баянхайрхан   | 1.968        |
| Bayantes       | Баянтэс       | 3.024        |
| Dörvöljin      | Дөрвөлжин     | 2.323        |
| Erdenehairhan  | Эрдэнэхайрхан | 1.771        |
| Ider           | Идэр          | 2.714        |
| Ih-Uul         | Их-Уул        | 6.271        |
| Nömrög         | Нөмрөг        | 1.848        |
| Otgon          | Отгон         | 3.478        |
| Santmargats    | Сантмаргац    | 2.101        |
| Shilüüstei     | Шилүүстэй     | 2.450        |
| Songino        | Сонгино       | 1.921        |
| Telmen         | Тэлмэн        | 2.820        |
| Tes            | Тэс           | 3.230        |
| Tosontsengel   | Тосонцэнгэл   | 9.045        |
| Tsagaanchuluut | Цагаанчулуут  | 1.496        |
| Tsagaanhairhan | Цагаанхайрхан | 1.823        |
| Tsetsen-Uul    | Цэцэн-Уул     | 2.114        |
| Tüdevtei       | Түдэвтэй      | 2.003        |
| Uliastai*      | Улиастай      | 15.742       |
| Urgamal        | Ургамал       | 1.822        |
| Yaruu          | Яруу          | 2.547        |
| Zavhanmandal   | Завханмандал  | 1.324        |

* - Tỉnh lị